# Supinum
Supinum er en grammatisk term, der imidlertid betegner noget forskelligt på forskellige sprog.

## Svensk
På svensk er der flere perfektum participiumsformer (korte tillægsformer), der adskiller sig fra hinanden, og som derfor har fået forskellige betegnelser. Selv om det samme forhold gør sig gældende på dansk, anvender vi sjældent betegnelsen supinum ved beskrivelsen af dansk sprog. En beskrivelse, der ligger tæt op af den nedenstående svenske, findes i f.eks. Paul Diderichsens "Elementær dansk grammatik", hvor der skelnes mellem supinum og adjektiviske former.
På svensk kaldes den perfektum participium, der sammen med modalverbet ha eller hava (at have) danner henholdsvis perfektum (førnutid) og pluskvamperfektum (førdatid) for supinum. De andre tilfælde beholder betegnelsen perfektum participium. De svage verbers supinumform er identisk med intetkønsformen af perfektum participium. De fleste stærke verber har dog en forskel mellem supinum, som slutter på -it, og intetkønsformen af perfektum participium, som slutter på -et. I forskel fra dansk perfektum participium har svensk supinum en passivform på -s, hvorved "Vejen er blevet asfalteret" kan siges "Vägen har asfalterats" (eller "Vägen har blivit asfalterad").

### Svensk supinum
- Ved perfektum: Han har funnit bordet (Han har fundet bordet)
- Ved pluskvamperfektum: Han hade funnit bordet (Han havde fundet bordet)

### Svensk perfektum participium
- Bordet är funnet (Bordet er fundet)

I moderne svensk er der kun rester af supinum, idet den efterhånden flyder formmæssigt sammen med perfektum participium. Et eksempel på svensk har et dansk tilsvar:
- Supinum: Han har målat fönstren = Han har malet vinduerne
- Perfektum participium: Fönstren är målade = Vinduerne er malede (tilstanden til forskel fra: Vinduerne er malet, afslutning på handling).

## Dansk
Inspireret af beskrivelsen inden for svensk grammatik er der danske sprogforskere, der ser en dansk supinumform,
for eksempel Erik Hansen og Lars Heltoft med deres beskrivelse i Grammatik over det Danske Sprog.
I denne beskrivelse ses den danske supinum skabt fra udsagnsordets stamme med et -et eller et -t,
som eksempler vent-et, få-et, hør-t og vis-t.
Der kan eventuelt være et vokalskifte, for eksempel stige til steg-et og skære til skår-et.
I modsætning til svensk supinum kan den danske supinum ikke bøjes for diatese, — der er ingen s-passiv.
Et dansk ord i supinum kan dog godt indgå i en perifrastisk passiv (blive-passiv), for eksempel "han blev hentet".
Den danske supinum ses som en infinit form, der fordrer et udsagnsord i finit form.
Udsagnsordet i finit form kan være et hjælpeverbum eller et modalverbum.
Udsagnsordene kan være være, have, ville, skulle, blive, måtte og få.

## Latin
På klassisk latin er supinum betegnelsen på et kasusbøjet verbalsubstantiv anvendt i to overleverede former, der traditionelt betegnes som 1. supinum og 2. supinum. Det er altså archaïske former, der kun forekommer i faste vendinger.
Et verbalsubstantiv er et substantiv (navneord), der er afledt af et verbum (udsagnsord), og der er ikke altid noget tilsvarende på dansk, højst en forklaring. Verbalsubstantivet svarer betydningsmæssigt til en infinitiv (navnemåde) (f.eks. at sige), men på latin kan infinitiven være subjekt og i visse tilfælde objekt; men hvis der skal bruges en anden kasus, må der anvendes en substantiveret form. Det kræver en vis abstraktion at forholde sig til substantiver (navneord), der ikke umiddelbart findes på dansk, såsom verbalsubstantivet til at gøre, substantivet (navneordet) det at gøre, – gørelsen.

### 1. supinum
Første supinum er en akkusativ, der betegner mål eller hensigt i forbindelse med verber, der udtrykker en bevægelse. Formerne ender på -sum eller -tum.
- Legatos ad Caesarem mittunt rogatum auxilium (Cæsar: Gallerkrigen: I-11) De sender gesandter til Cæsar for at bede om hjælp.

### 2. supinum
Anden supinum er en dativ eller ablativ anvendt som nærmere kvalifikation til et adjektiv og svarende til en dansk infinitiv. Formerne ender på -su eller -tu.
- Perfacile factu esse illis probat conata perficere (Cæsar: Gallerkrigen: I-2) Han godtgør over for dem, at det er meget let [at gøre] at gennemføre det, de har for.

Anden supinum er kun overleveret af enkelte verber, nemlig i formerne: auditu, cognitu, dictu, factu, intellectu og visu.

## Andre sprog
Supinum findes også på en række østeuropæiske sprog, herunder rumænsk, slovensk og litauiske dialekter.